# Каховская (станция метро)
«Кахо́вская» — станция Московского метрополитена на Большой кольцевой линии, бывшая западная конечная ныне упразднённой Каховской линии. Связана пересадкой со станцией «Севастопольская». Расположена в районе Зюзино (ЮЗАО), названа по улице Каховка. Открыта 11 августа 1969 года в составе участка «Автозаводская» — «Каховская» Замоскворецкой линии, с 1984 года располагалась на её вилочном ответвлении, а 20 ноября 1995 года в связи с чрезмерной загруженностью стала частью отдельной Каховской линии в составе участка «Каширская» — «Каховская». С 30 марта 2019 по 7 декабря 2021 года была закрыта на реконструкцию в связи с присоединением к Большой кольцевой линии. Колонная трёхпролётная станция мелкого заложения с одной островной платформой.

## Название
Названа по улице Каховка, которая в свою очередь получила такое название в 1965 году по Каховскому плацдарму, где в 1920 году Красная Армия остановила наступление войск Врангеля. Новую известность Каховке принесло создание одноимённой гидроэлектростанции и водохранилища на Днепре.

## История
Станция открыта 11 августа 1969 года в составе участка Замоскворецкой линии «Автозаводская» — «Каховская», после ввода в эксплуатацию которого в Московском метрополитене стало 86 станций.
20 ноября 1995 года участок «Каширская» — «Каховская» был выделен в отдельную Каховскую линию.
30 марта 2019 года станция закрылась для проведения реконструкции и включения в состав Большой кольцевой линии. Повторно открыта 7 декабря 2021 года в составе участка «Мнёвники» — «Каховская» Большой кольцевой линии. Западный вестибюль и вторая пересадка на станцию «Севастопольская» на момент пуска в составе БКЛ не достроены.

### Строительство и реконструкция
Строительством управлял инжиниринговый холдинг «Мосинжпроект» — оператор программы развития московского метро.
- 21 февраля 2019 года началось строительство монтажной камеры для тоннелепроходческих комплексов на станции «Зюзино»[6].
- 27 марта 2019 года завершилась проходка правого тоннеля между станциями «Каховская» и «Зюзино»[7].
- После закрытия станции 30 марта 2019 года на ней произведён демонтаж облицовки стен и колонн, разобраны конструкции платформы и верхнее строение пути, также были заменены все инженерные системы[8].
- 16 июля 2019 года стартовала проходка левого тоннеля от станции «Каховская» до «Зюзино»[9].
- 23 ноября 2019 года завершена проходка левого перегонного тоннеля (ЛПТ) Каховская — Зюзино, ТПМК Herrenknecht S-218 «Наталия», 998 м (по другим данным: 1006 м[10])
- 18 января 2021 года — мэр Москвы Сергей Собянин заявил о том, что реконструкцию станции «Каховская» завершат в этом году[11].
- 18 сентября 2021 года мэр Москвы Сергей Собянин провёл технический пуск участка «Проспект Вернадского» — «Каховская»[12].
- 7 декабря 2021 года — повторное открытие станции в составе участка «Мнёвники» — «Каховская»[13].
- 14 декабря 2022 года — мэр Москвы Сергей Собянин провёл технический пуск участка «Каховская» — «Каширская»[14].

## Оформление
Станция была построена по типовому проекту с шагом колонн 4 метра, однако отличительная особенность колонн в том, что они имеют в поперечном сечении форму правильного восьмиугольника. Изначально колонны были облицованы красным мрамором салиэти (утрачен при реконструкции). Пол был покрыт серым гранитом и лабрадоритом (также утрачен при реконструкции). Путевые стены были облицованы керамической плиткой, белой вверху и малиновой внизу, а также украшены литыми вставками, посвящёнными Гражданской войне (скульпторы В. А. Горчаков, Л. А. Сошинская и др.). Светильники были скрыты в ребристом потолке. Стены эскалаторного зала украшал белый мрамор коелга.

В рамках работ по реконструкции Каховской линии и её будущему включению в состав Большой кольцевой линии была проведена замена всей отделки. Керамическая плитка на путевой стене заменена на белый мрамор со вставками чёрного на тех участках, где предусмотрено название станции. Литые вставки, посвящённые Гражданской войне, сохранены. Потолок над путями сужен, тем самым улучшилась их подсветка. Мраморная облицовка колонн центрального зала заменена на более тёмную, а сами они расширены и дополнены черными пилонами в центральной части, в которых содержатся воздуховоды.

## Путевое развитие
За станцией расположены два тупика для оборота и отстоя составов, в том числе ночного, оборудован пункт технического обслуживания составов. С момента открытия станции после реконструкции и до открытия станций «Варшавская» и «Каширская» после реконструкции оборот поездов со стороны станции «Зюзино» производился с троекратной сменой кабины управления (т. н. «коленками назад»).

## Вестибюли и пересадки
С обеих сторон станционного зала находятся лестницы, выводящие в подземные вестибюли, каждый выводит в подземный переход, выходы из которого оформлены в виде стеклянных павильонов. Всего со станции 8 выходов на поверхность и 4 павильона. Выходы из восточного вестибюля расположены по обеим сторонам Чонгарского бульвара в непосредственной близости от Симферопольского бульвара и Азовской улицы. Выходы из западного вестибюля расположены на Севастопольской площади по обеим сторонам улицы Каховка в непосредственной близости от Большой и Малой Юшуньской и Азовской улиц. В июне 2020 года на месте западного вестибюля началось строительство объединённого вестибюля для станций «Каховская» и «Севастопольская», открытие которого состоялось 6 апреля 2022 года.
Пересадка на «Севастопольскую» расположена в центре зала (две лестницы, одна работает на спуск, другая — на подъём). Станция «Севастопольская» была построена под действующей станцией «Каховская» перпендикулярно ей. 30 декабря 2023 года после окончания строительства открылся дополнительный переход из северного торца «Севастопольской» в западный вестибюль «Каховской».

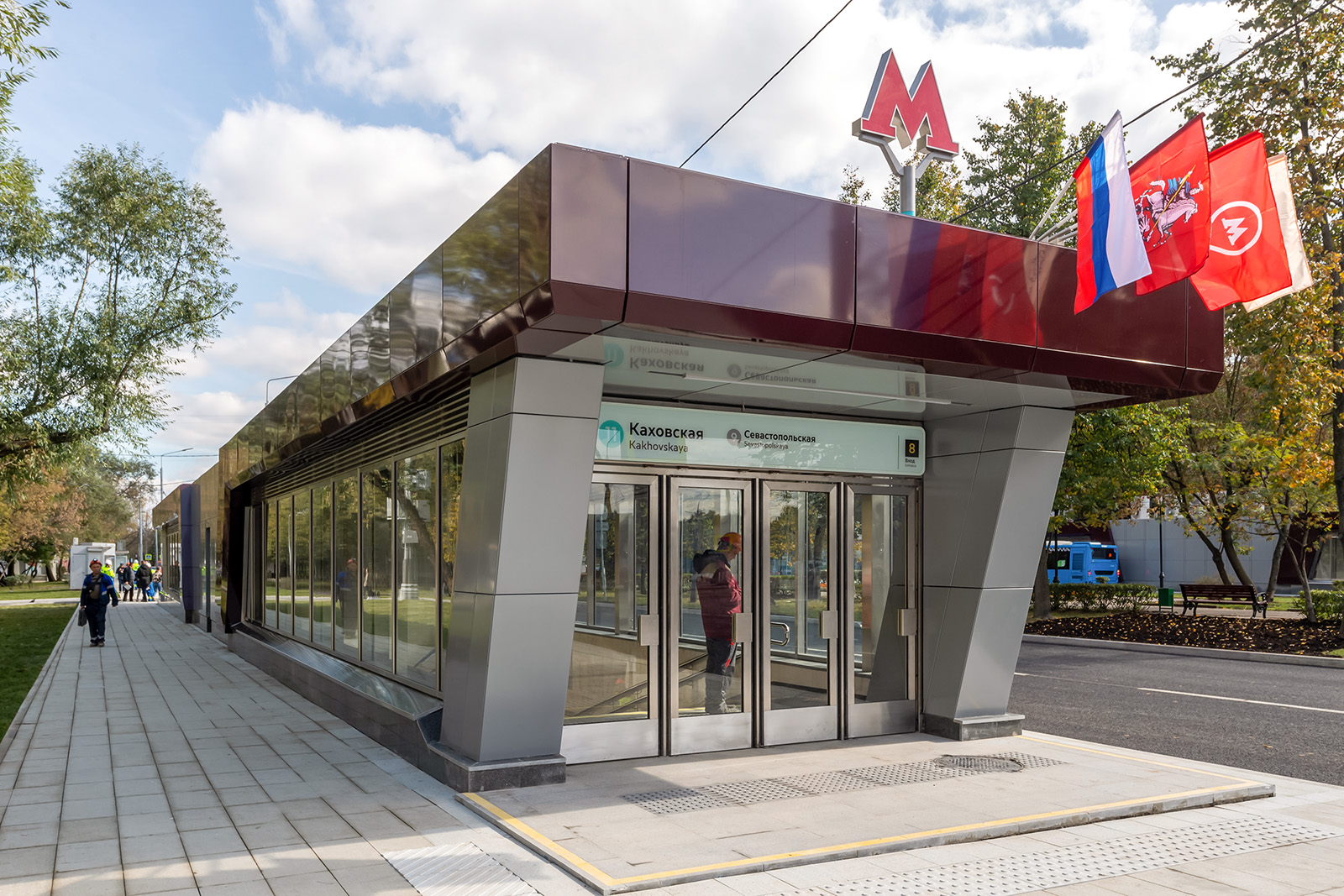
Наземный вестибюль станции
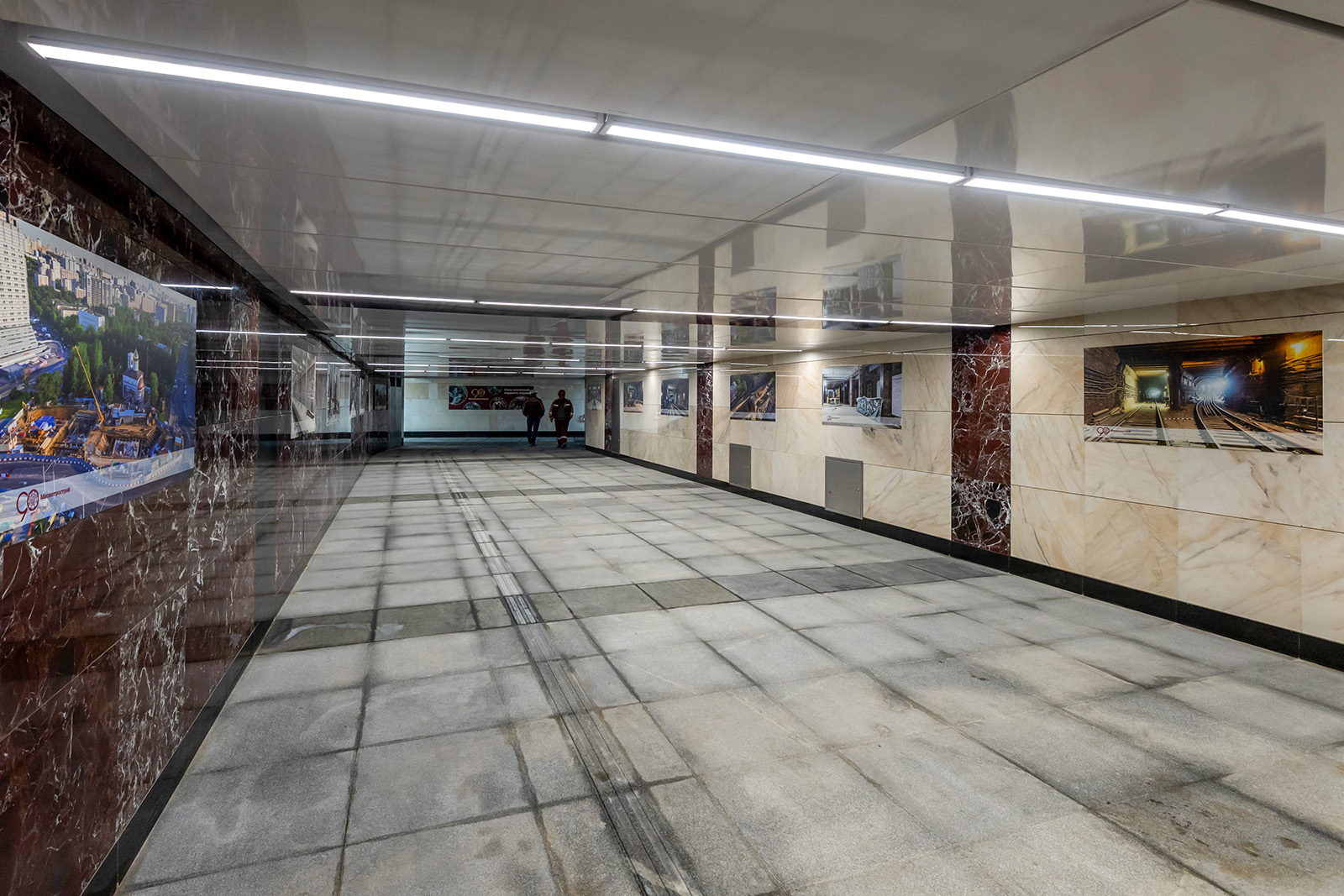
Подуличный переход
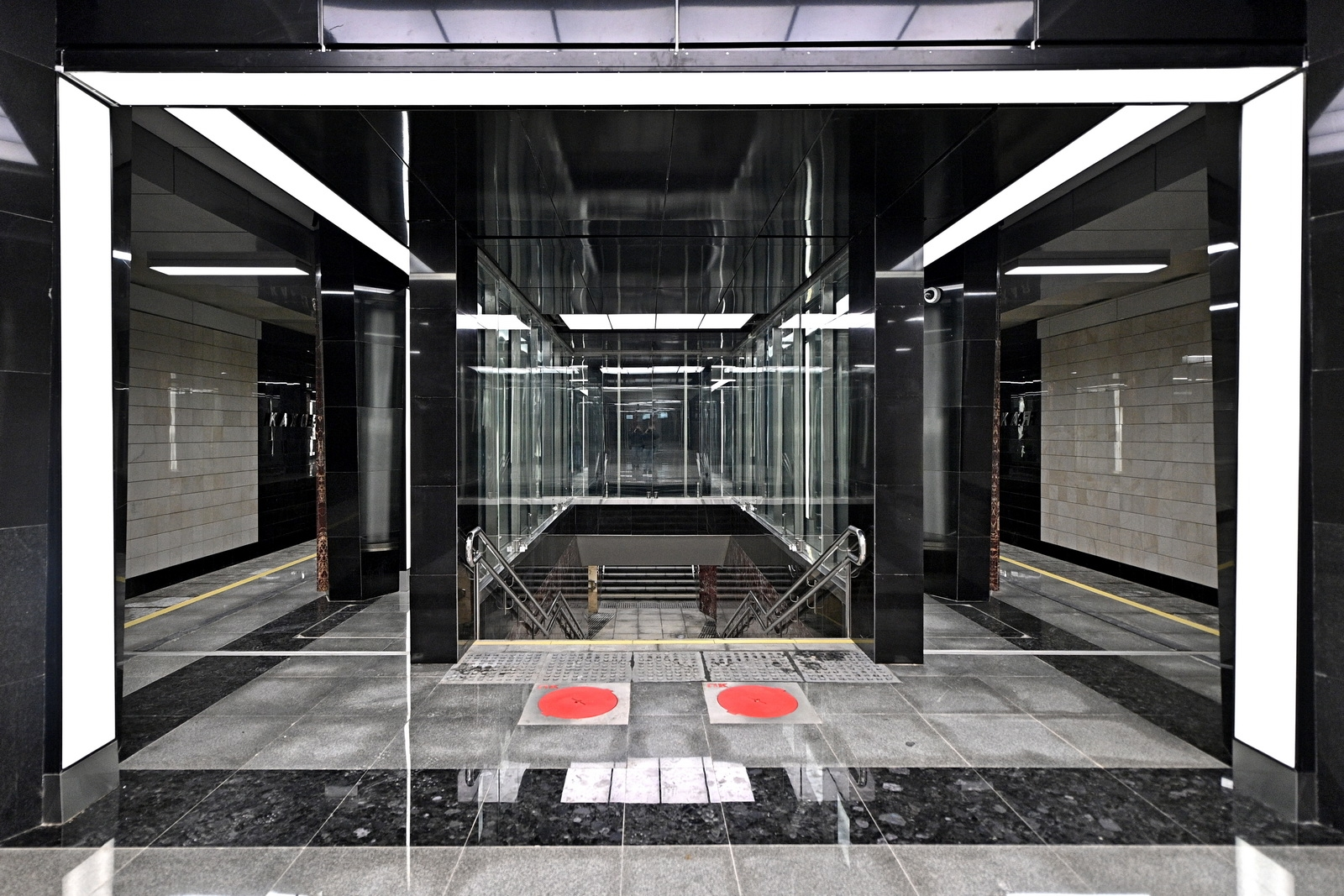
Лестница перехода на станцию «Севастопольская»

### До реконструкции (до 30 марта 2019 года)

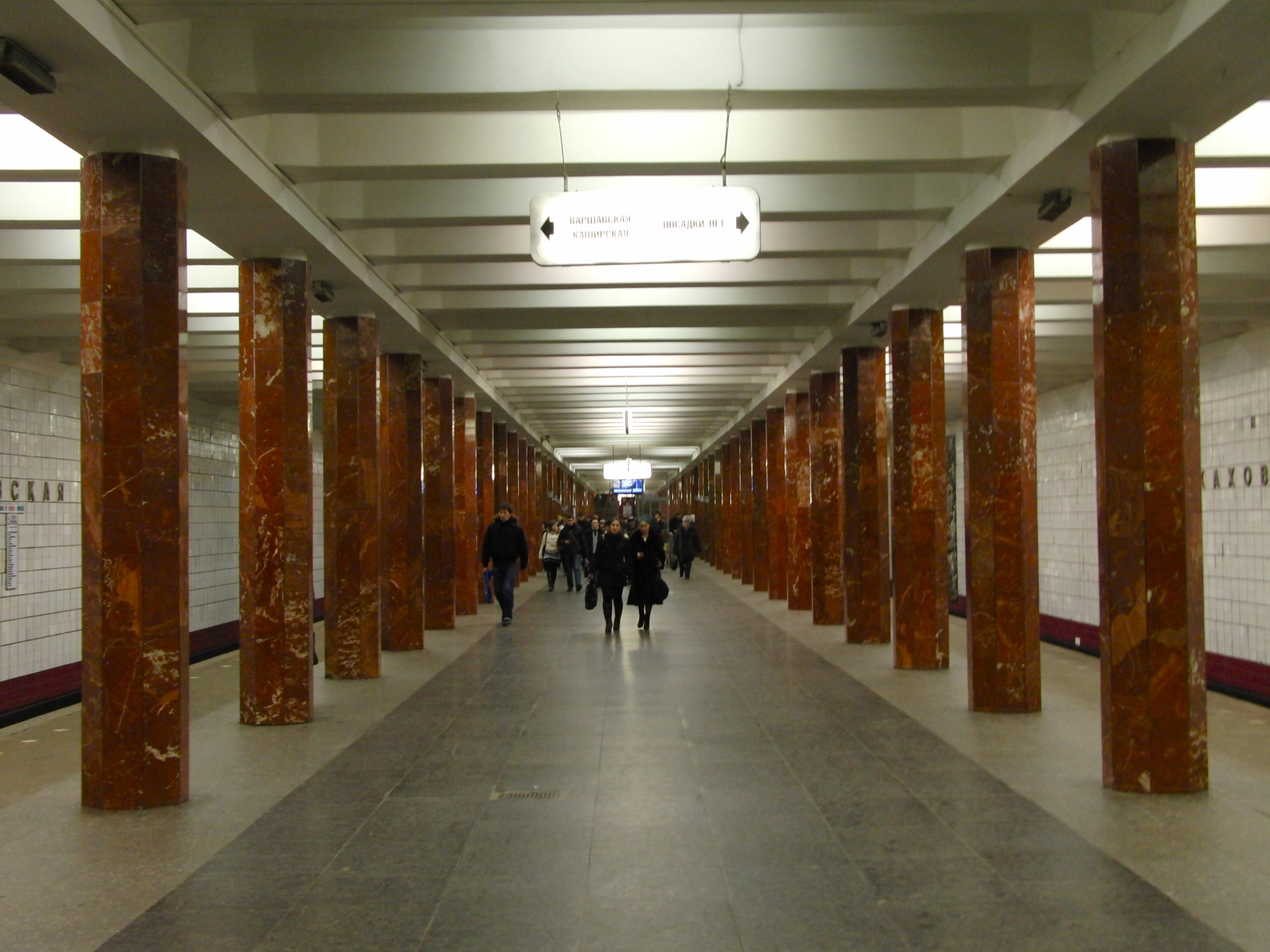
Станционный зал
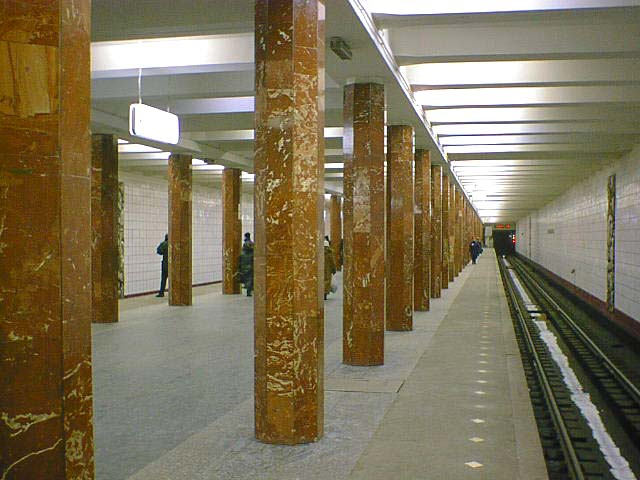
Посадочная платформа
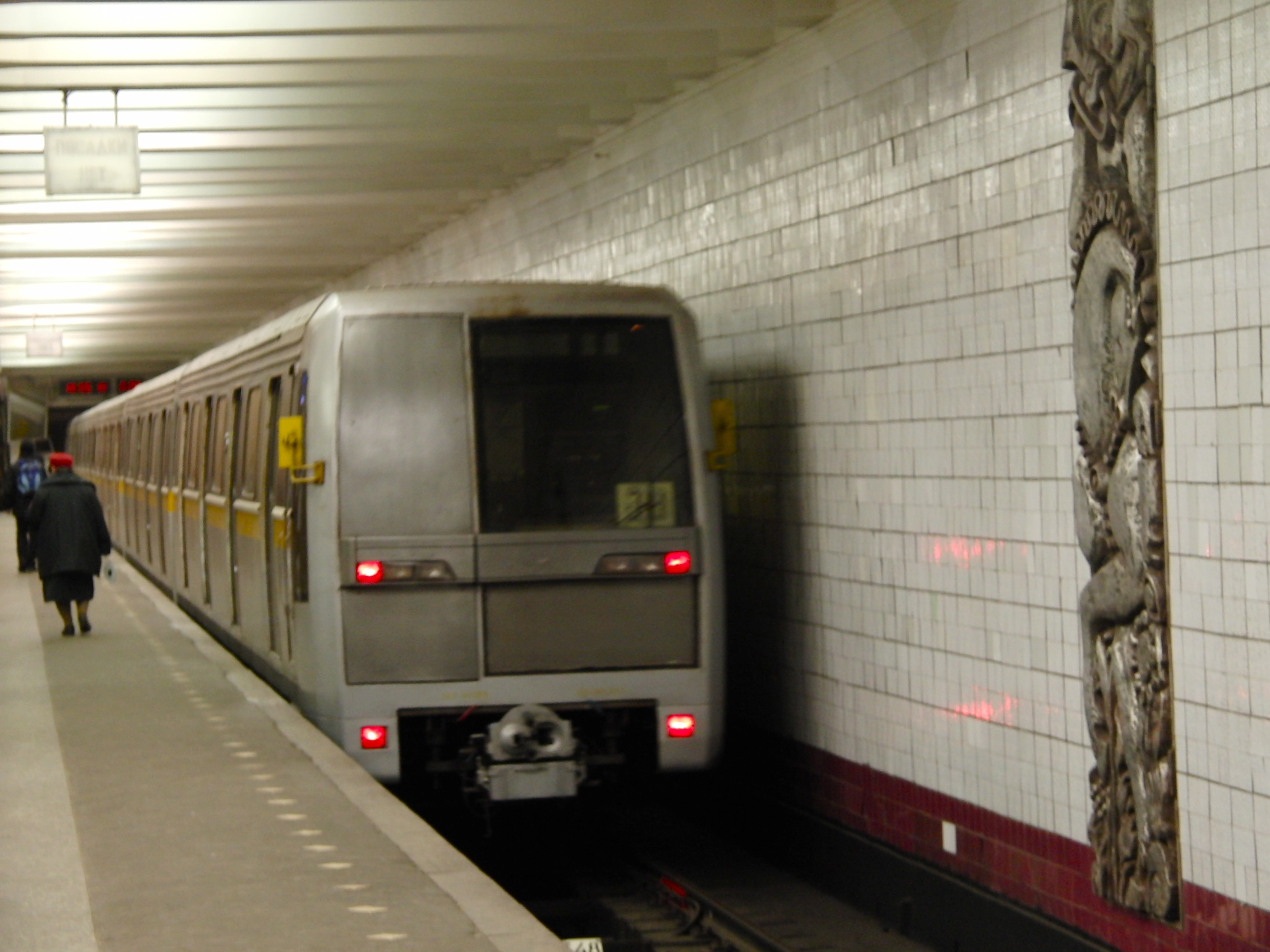
Электропоезд 81-720/721 «Яуза» на станции
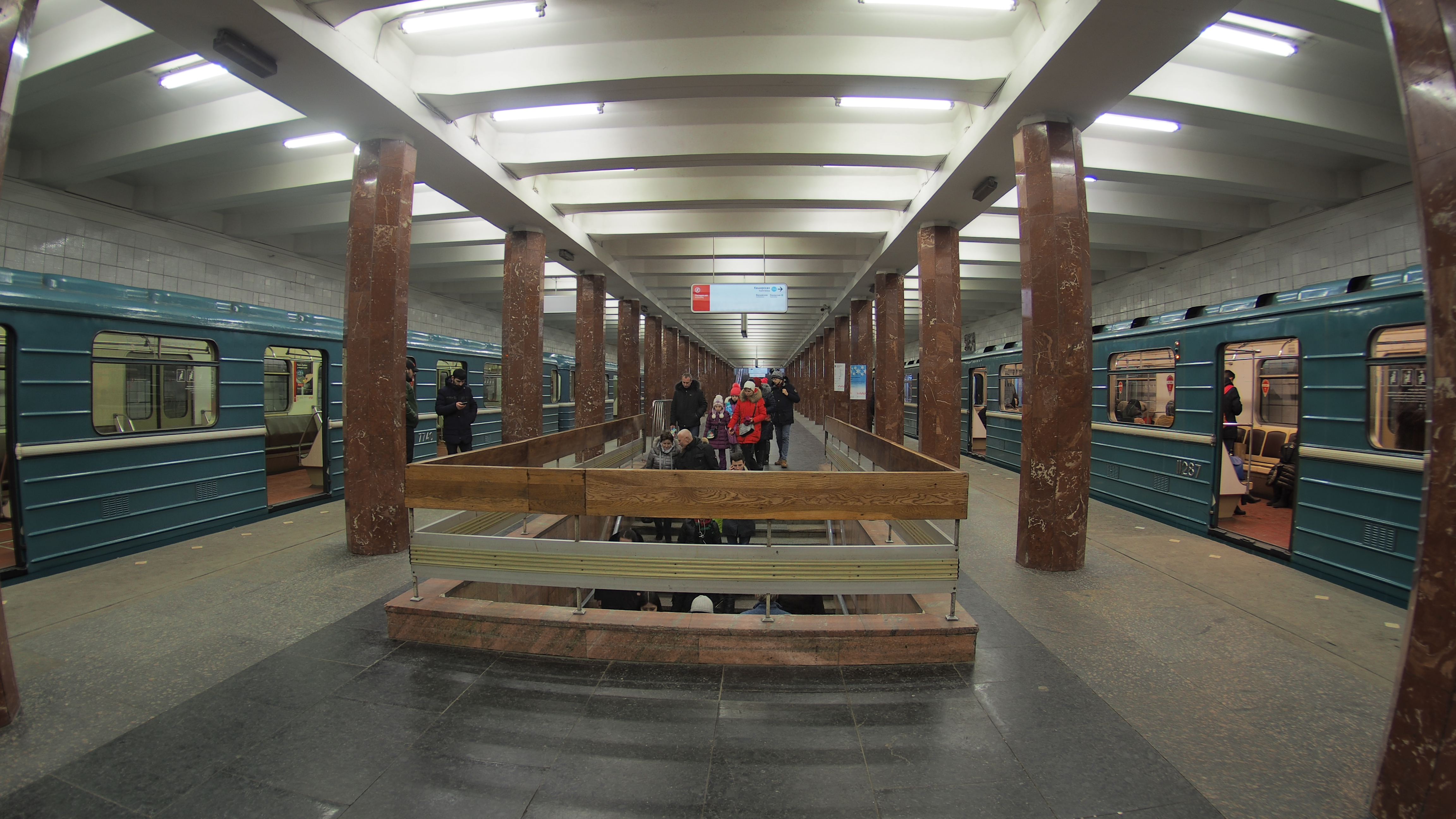
Лестница перехода на станцию «Севастопольская»
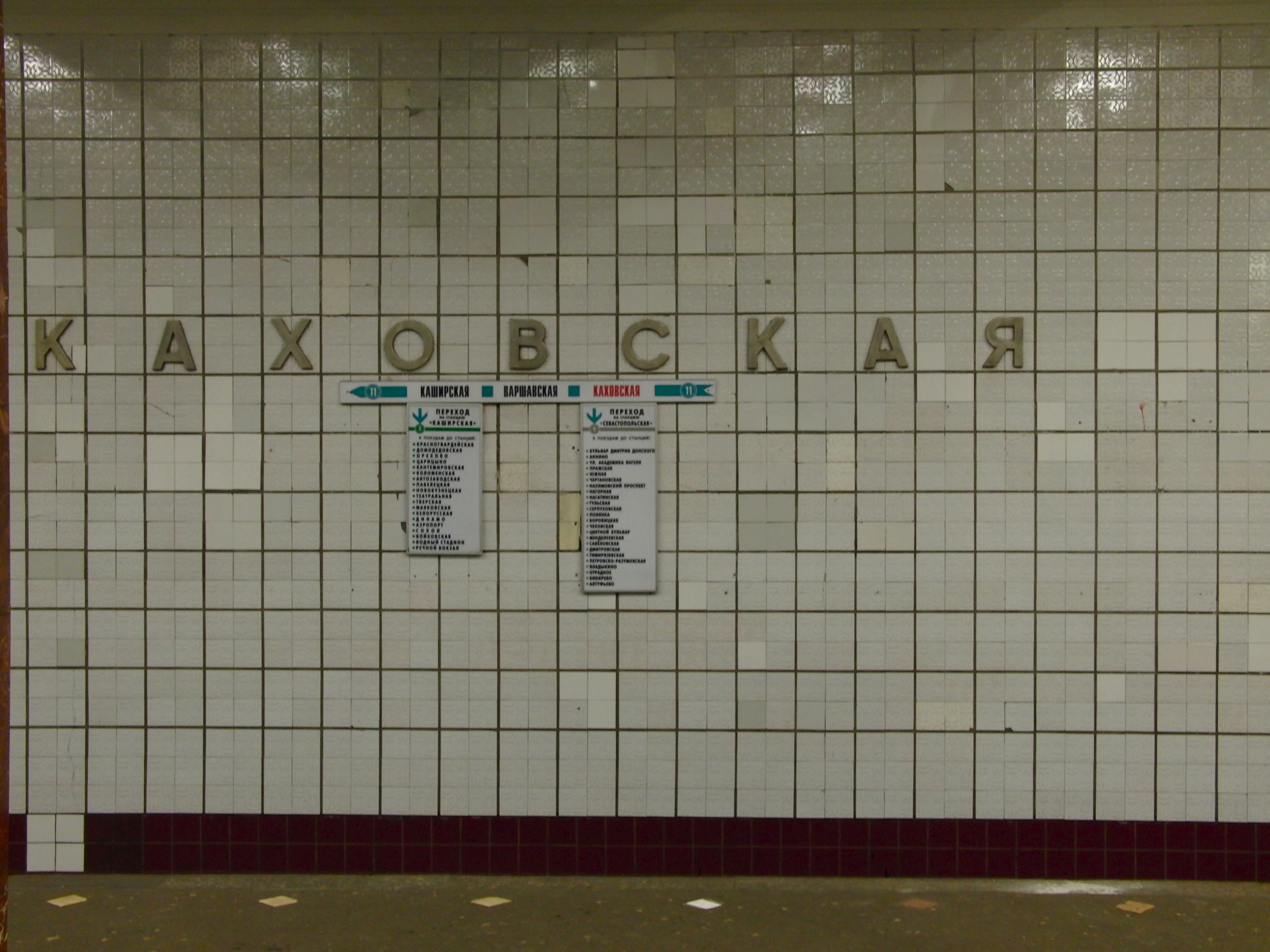
Название станции на путевой стене
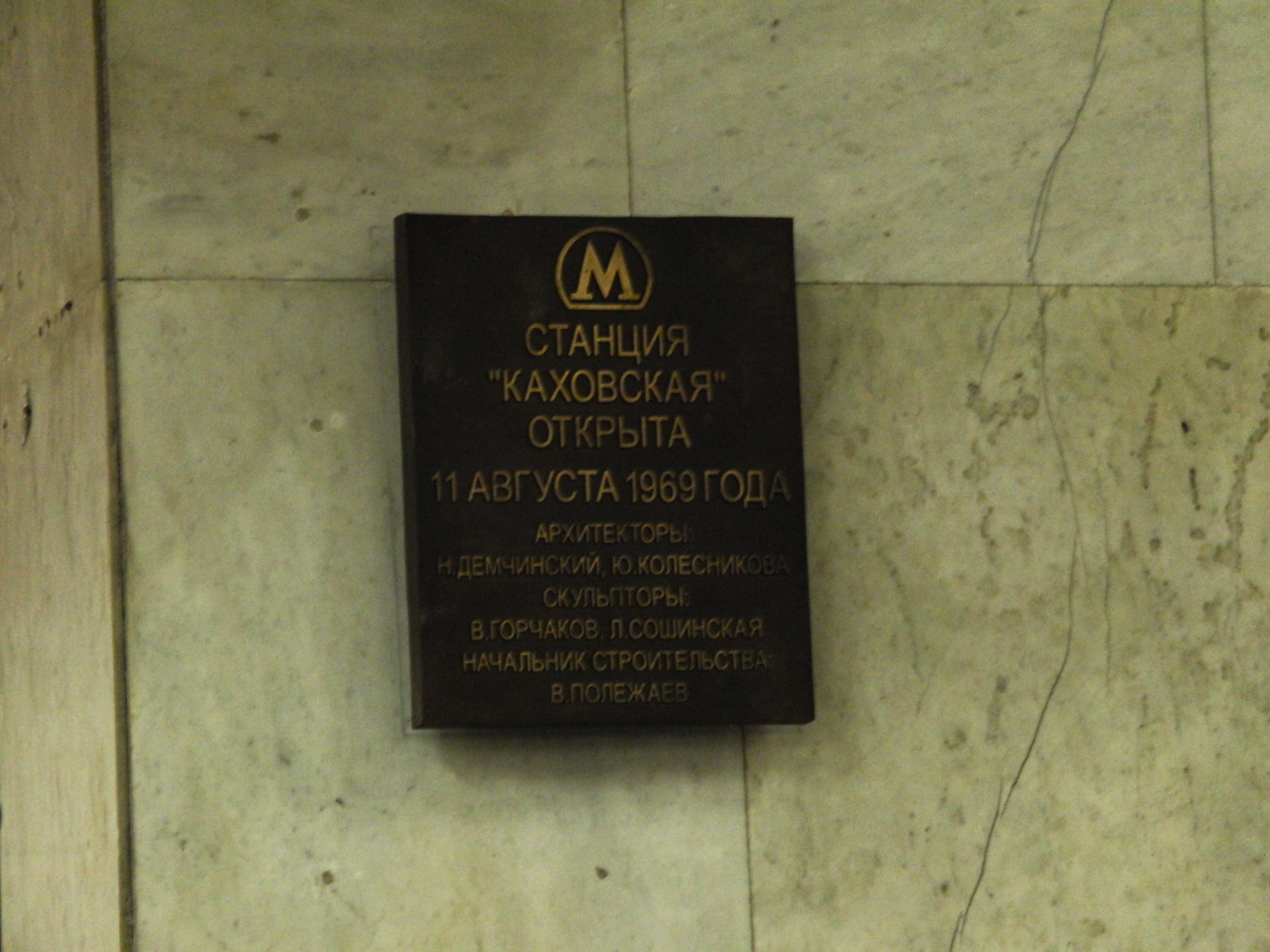
Памятная табличка (утрачена)

### В ходе реконструкции

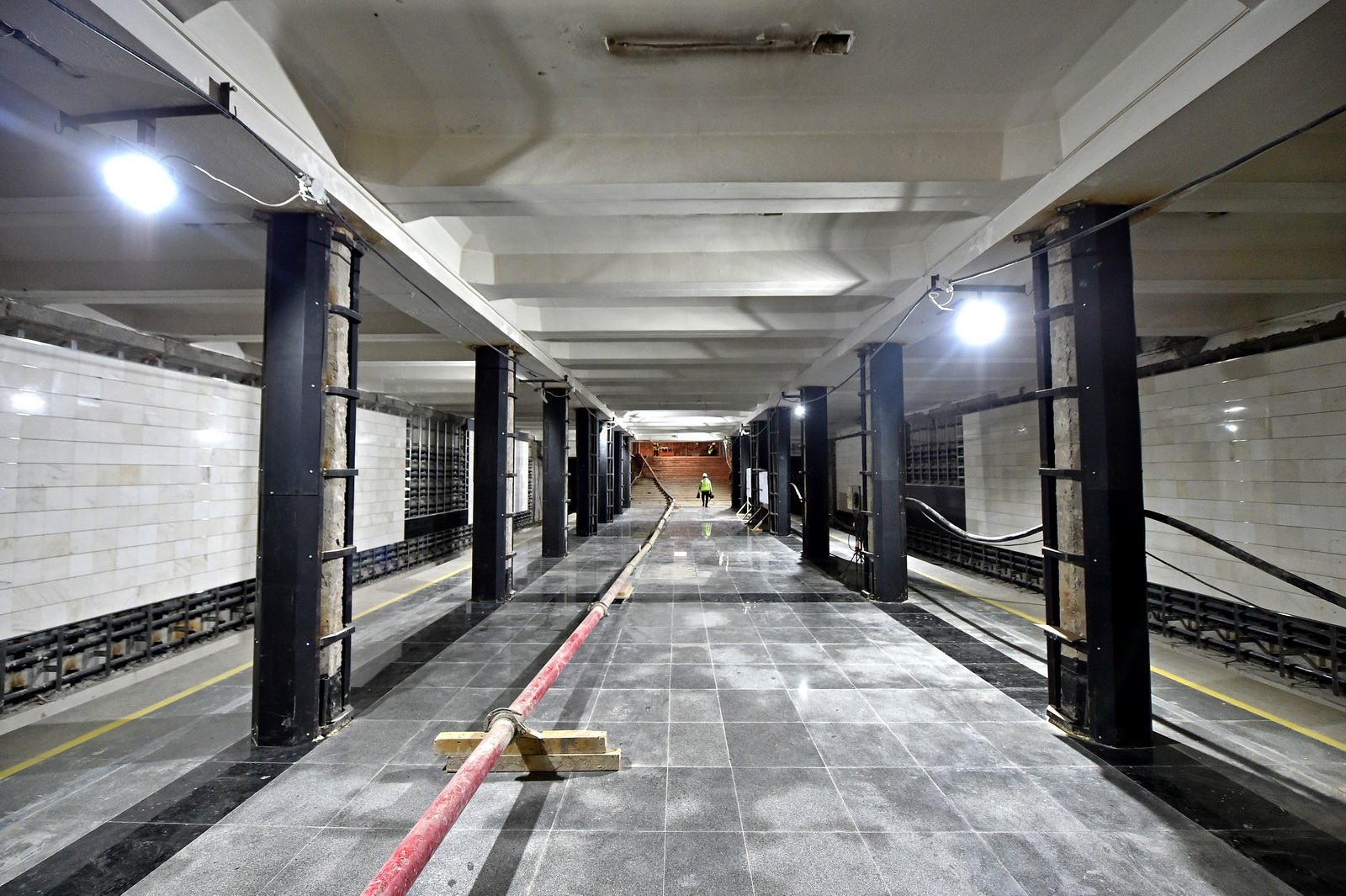
Станционный зал в ходе реконструкции 16 августа 2020 года
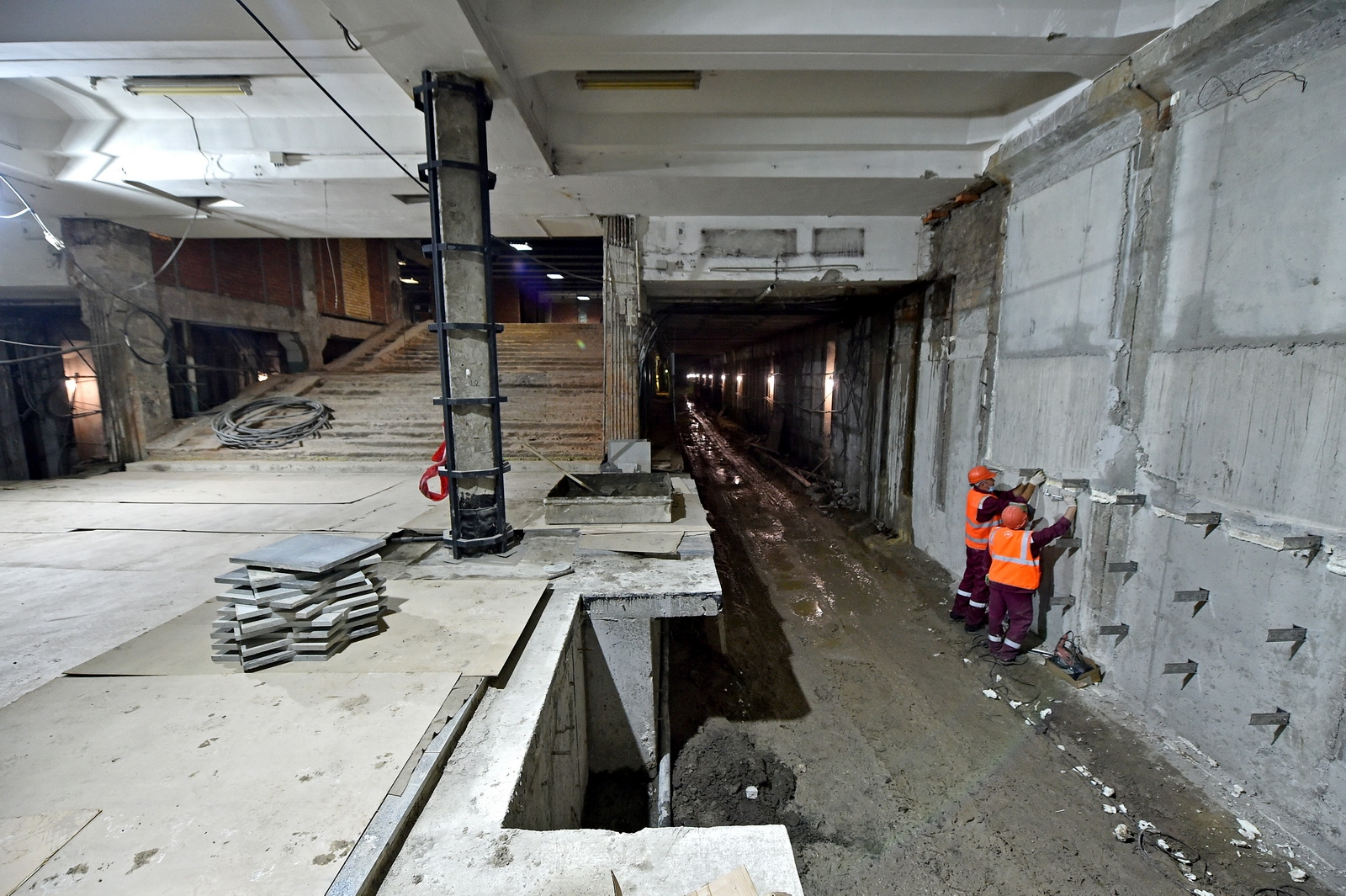
Вид на лестницу в вестибюль и портал тоннеля в ходе реконструкции 16 августа 2020 года
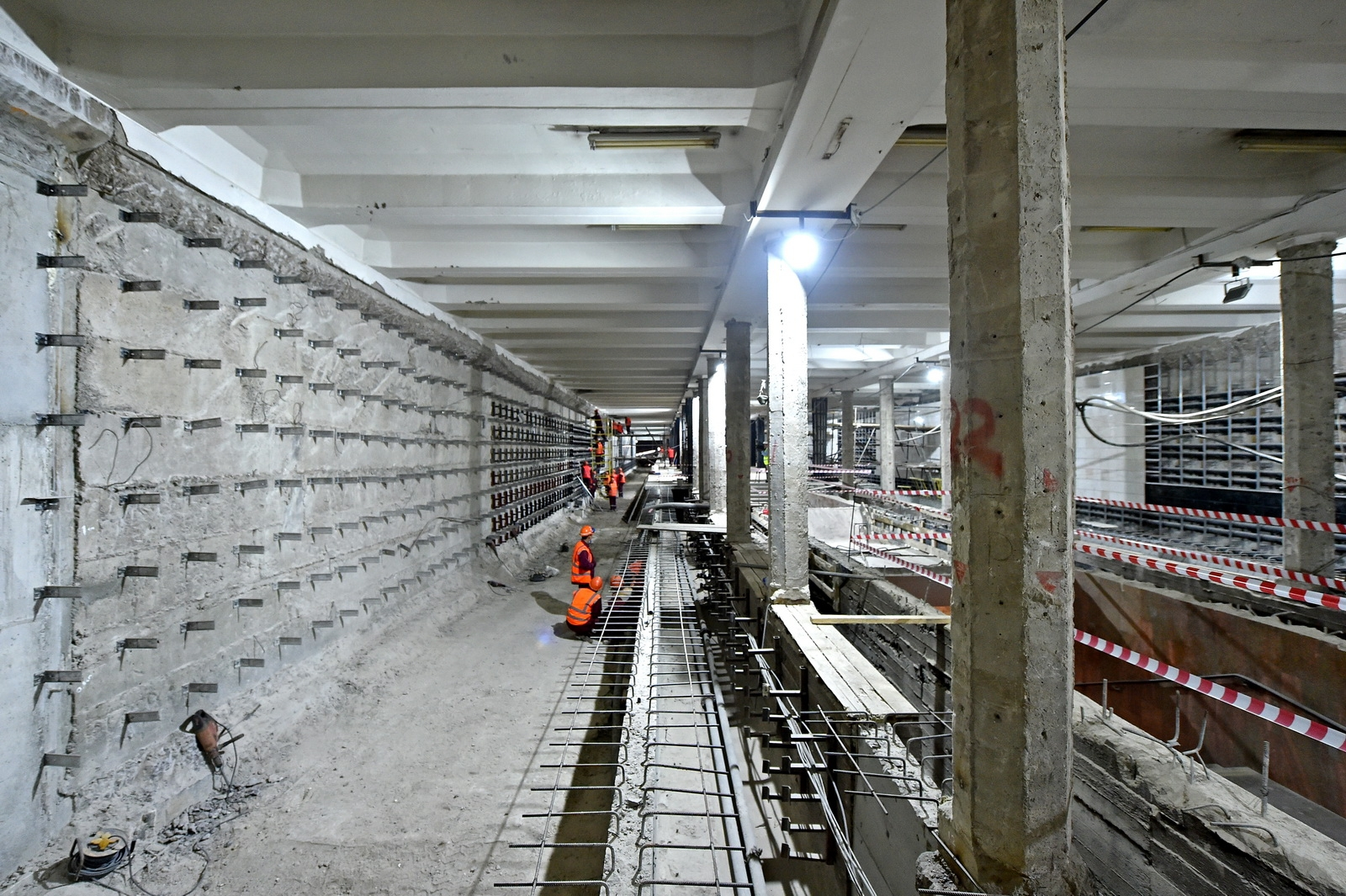
Разобранные посадочная платформа, путь и облицовка путевой стены 16 августа 2020 года
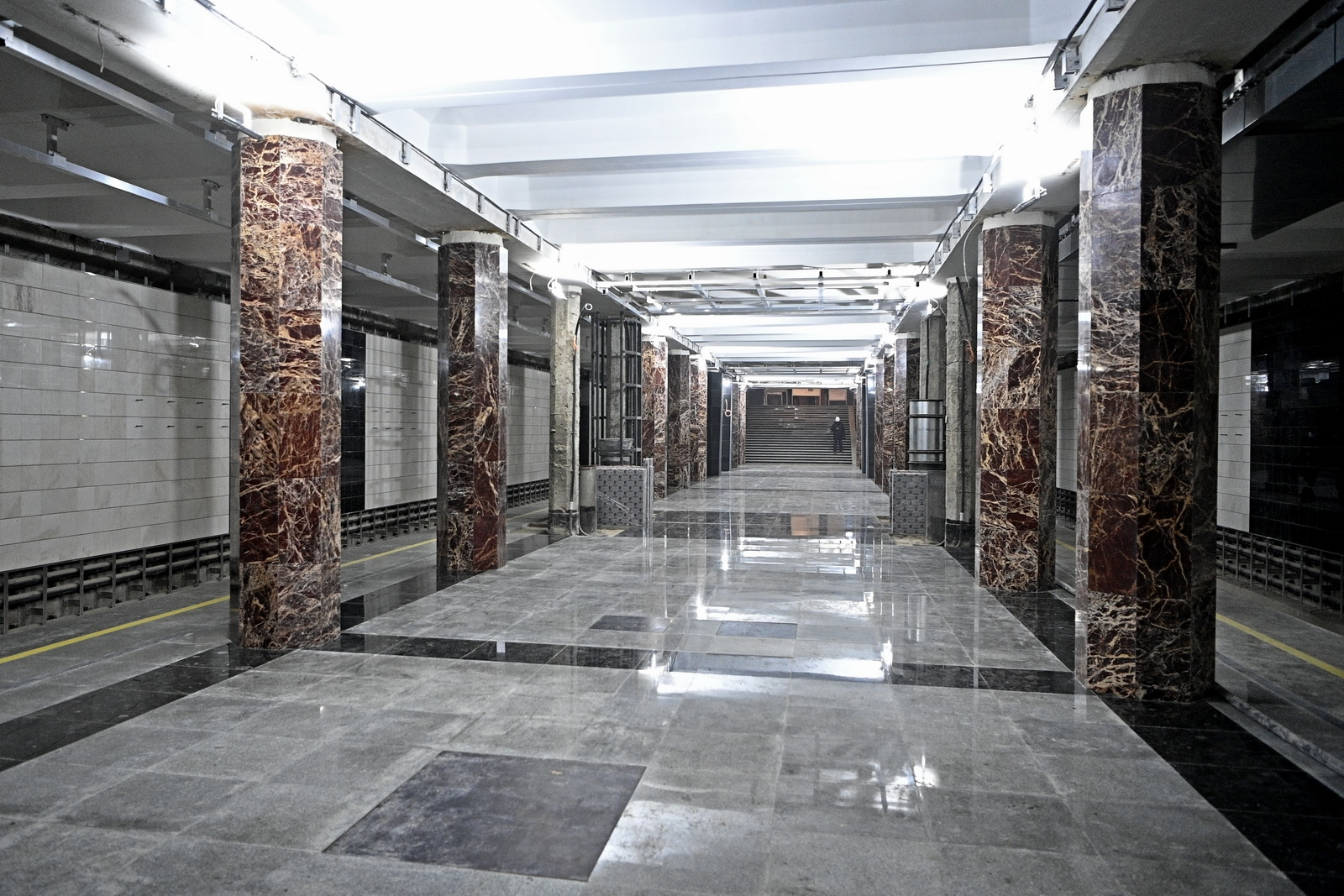
Станционный зал в ходе реконструкции 18 января 2021 года

### После реконструкции

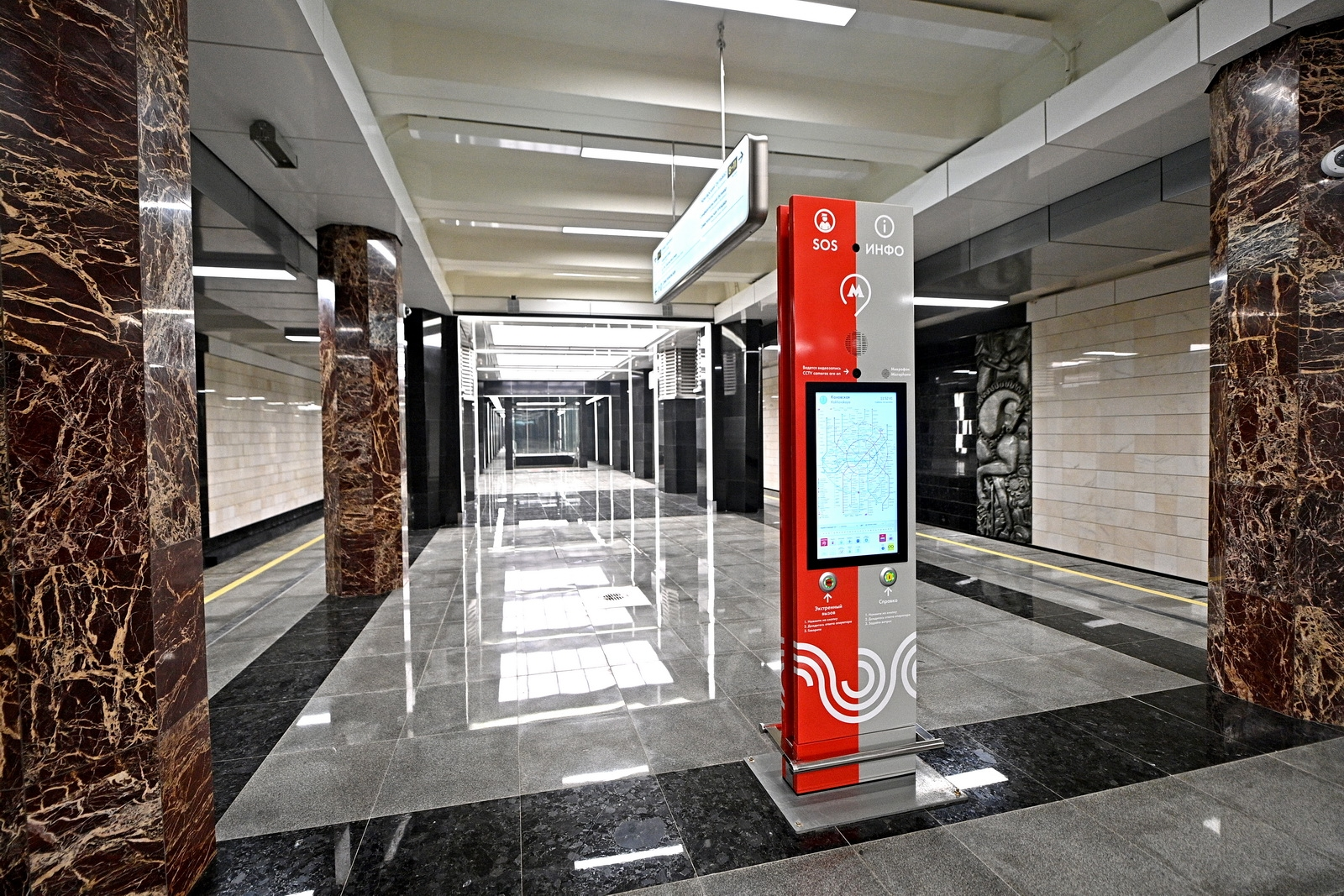
Часть зала с коричневыми колоннами
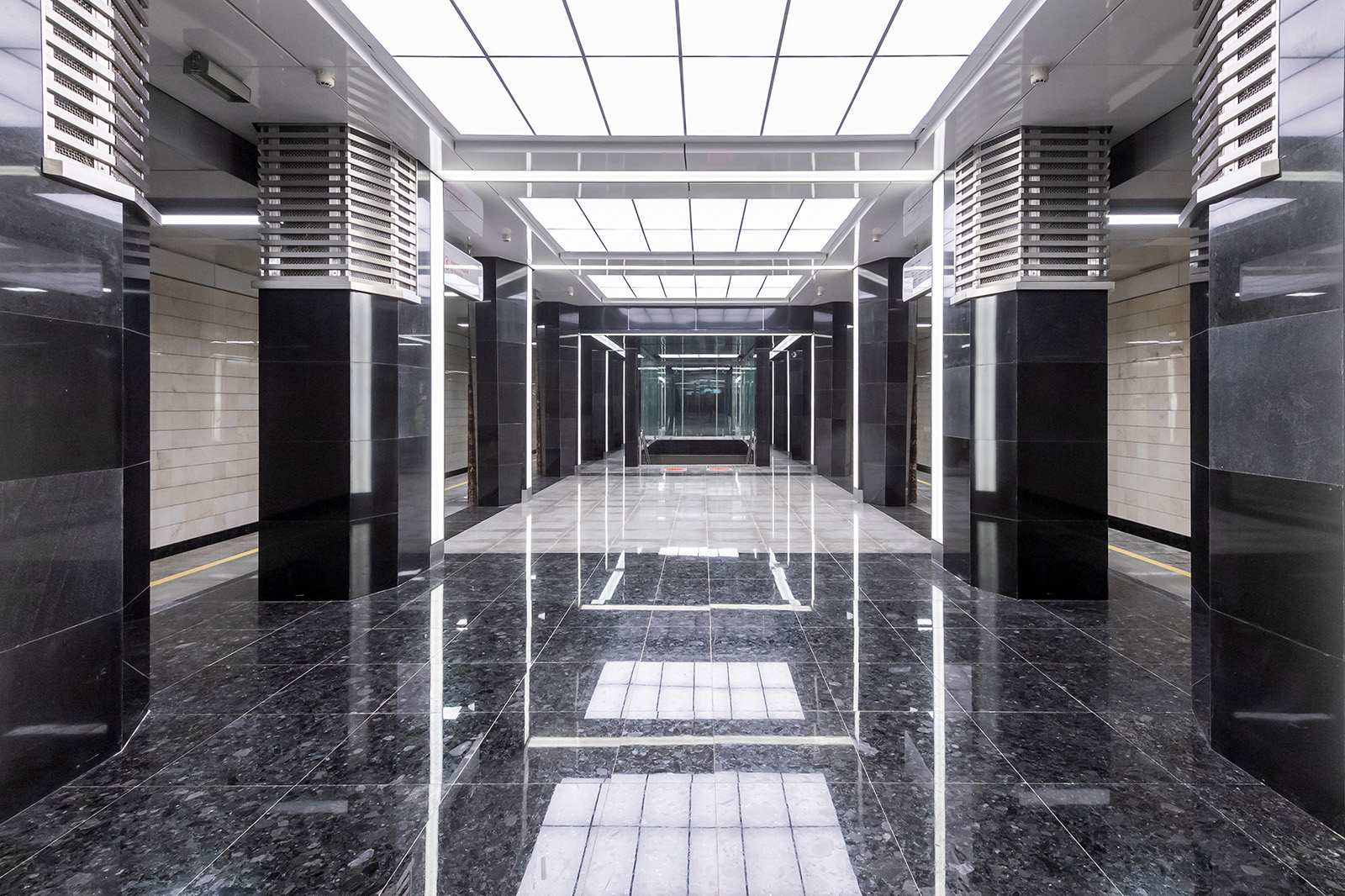
Часть зала с чёрными пилонами
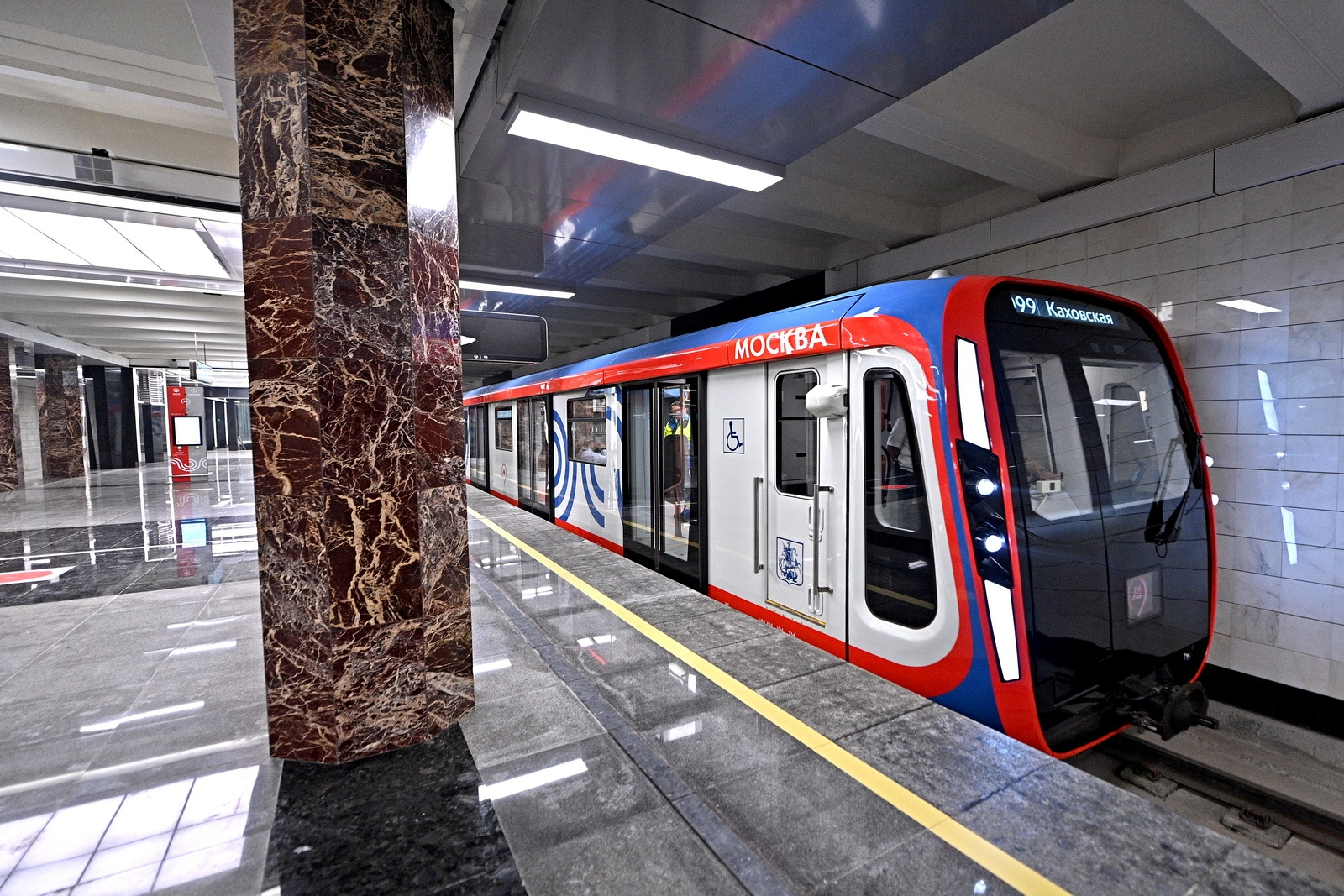
Электропоезд 81-775/776/777 «Москва-2020» на станции
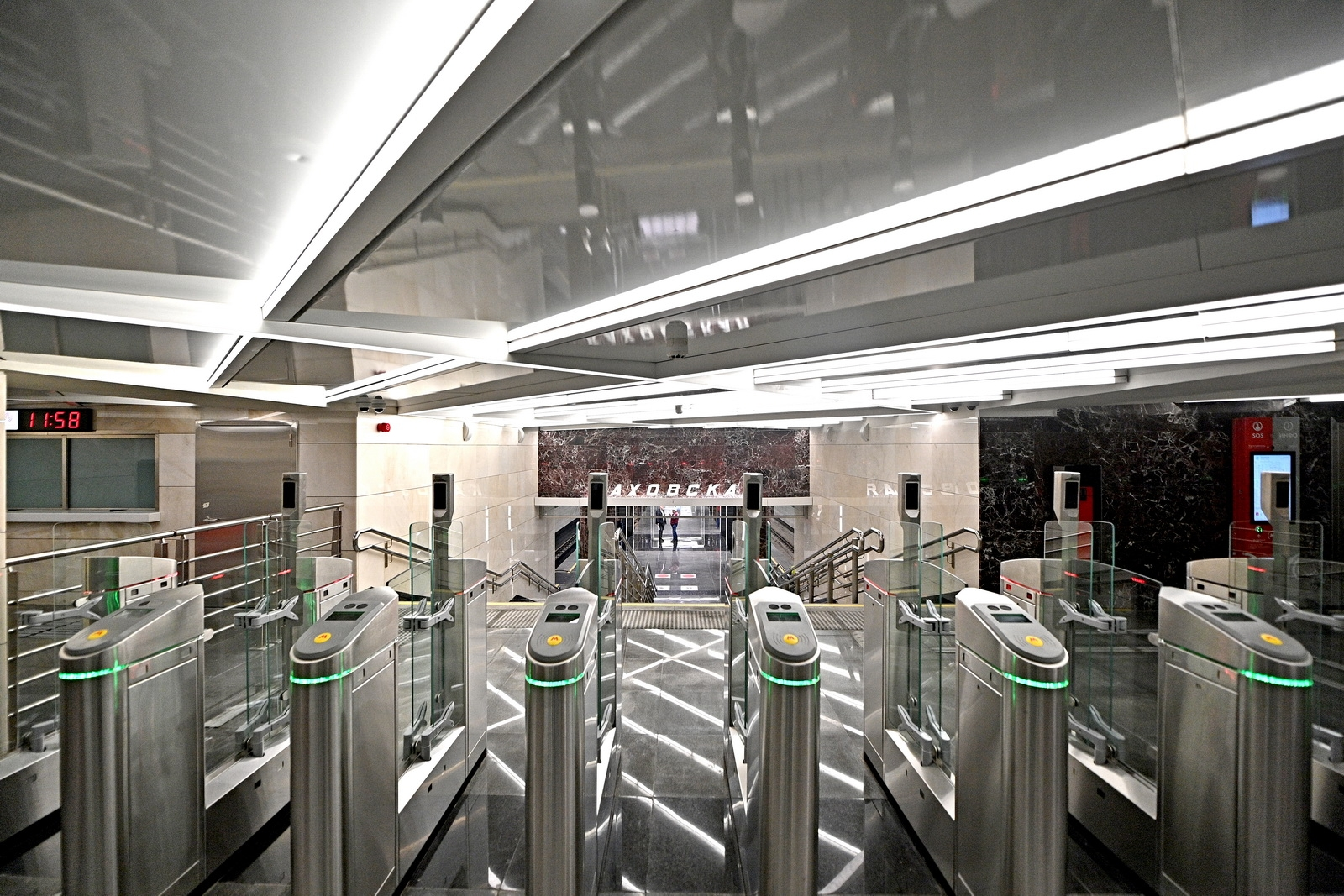
Турникеты
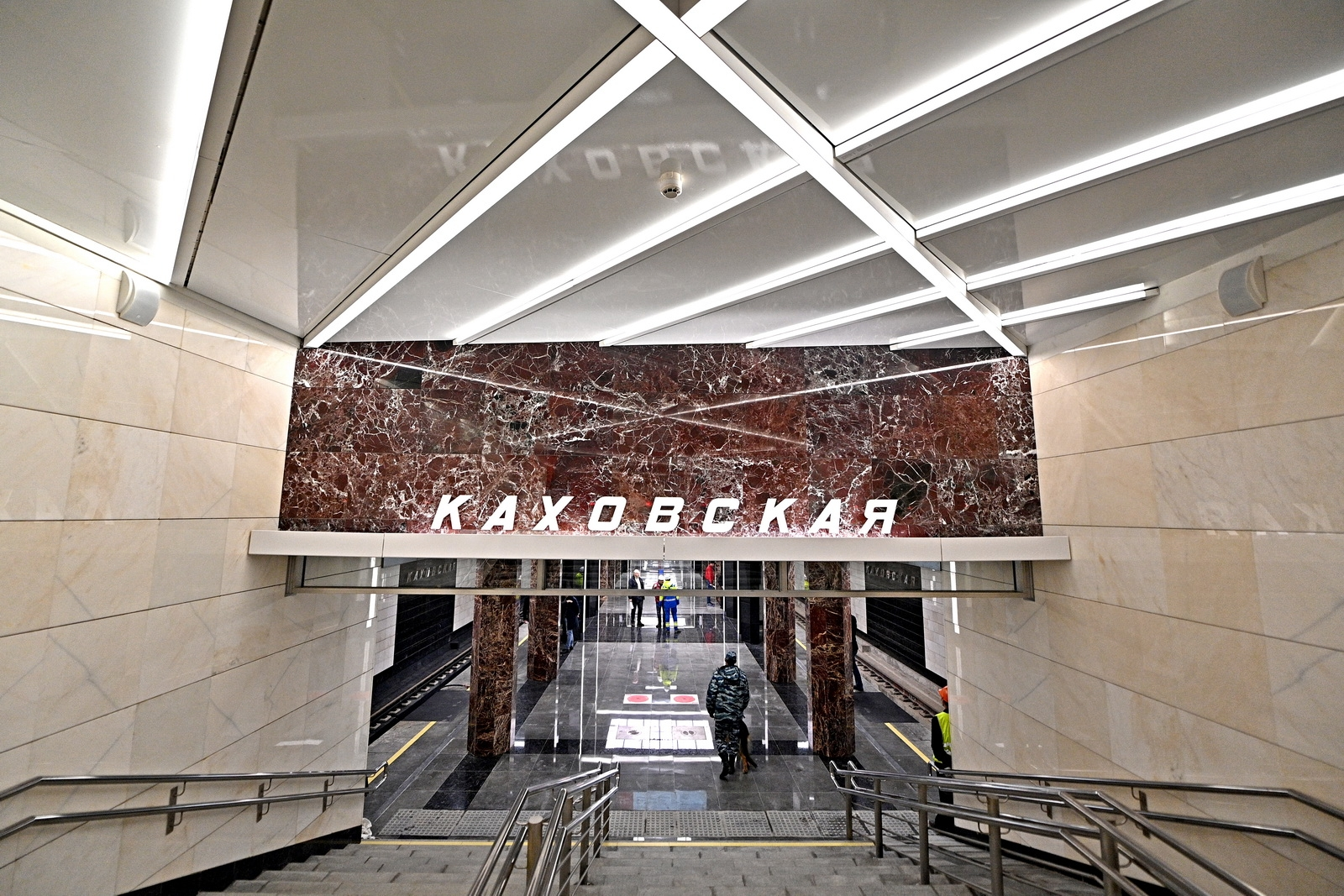
Название станции над лестницей
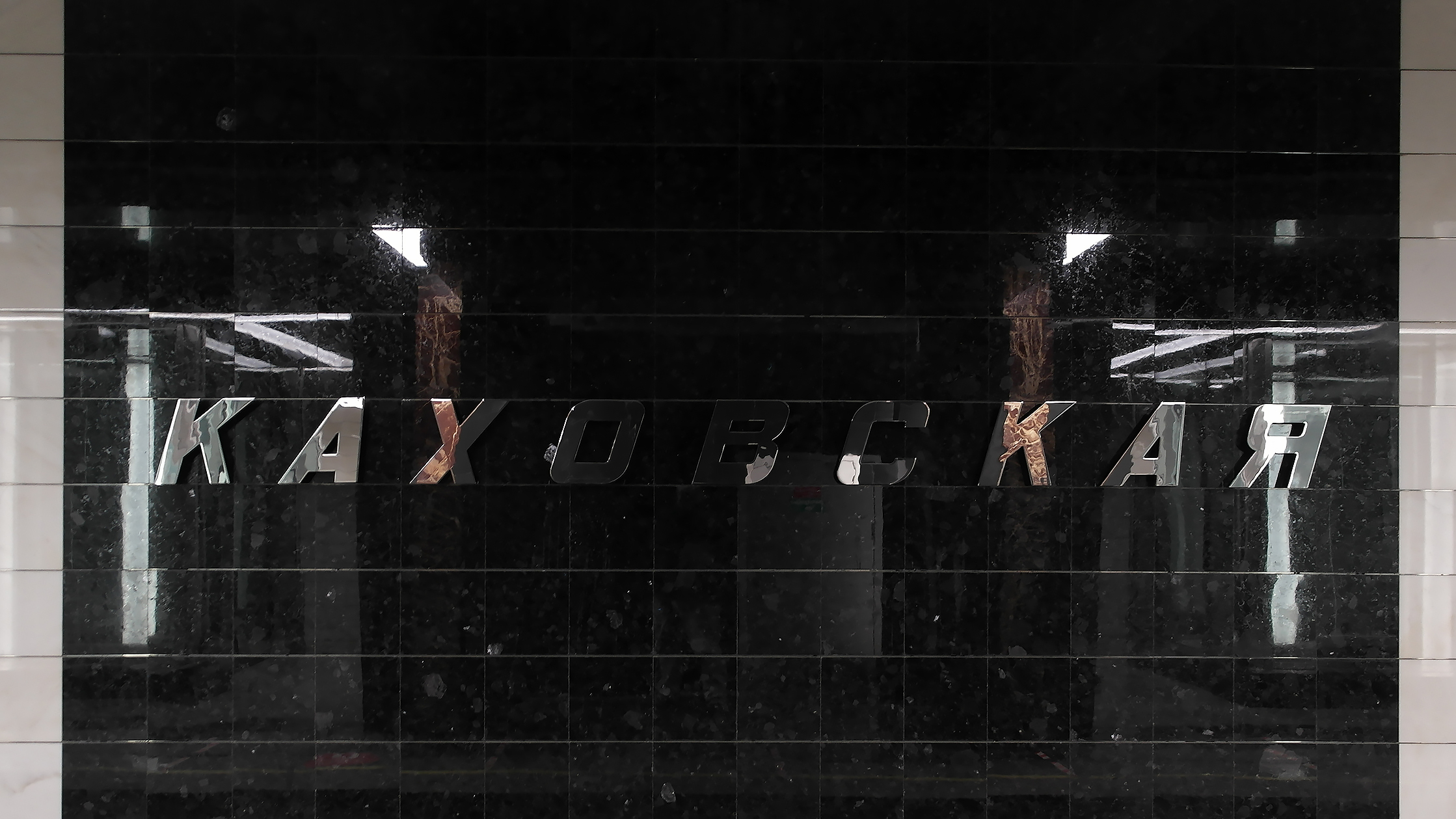
Название станции
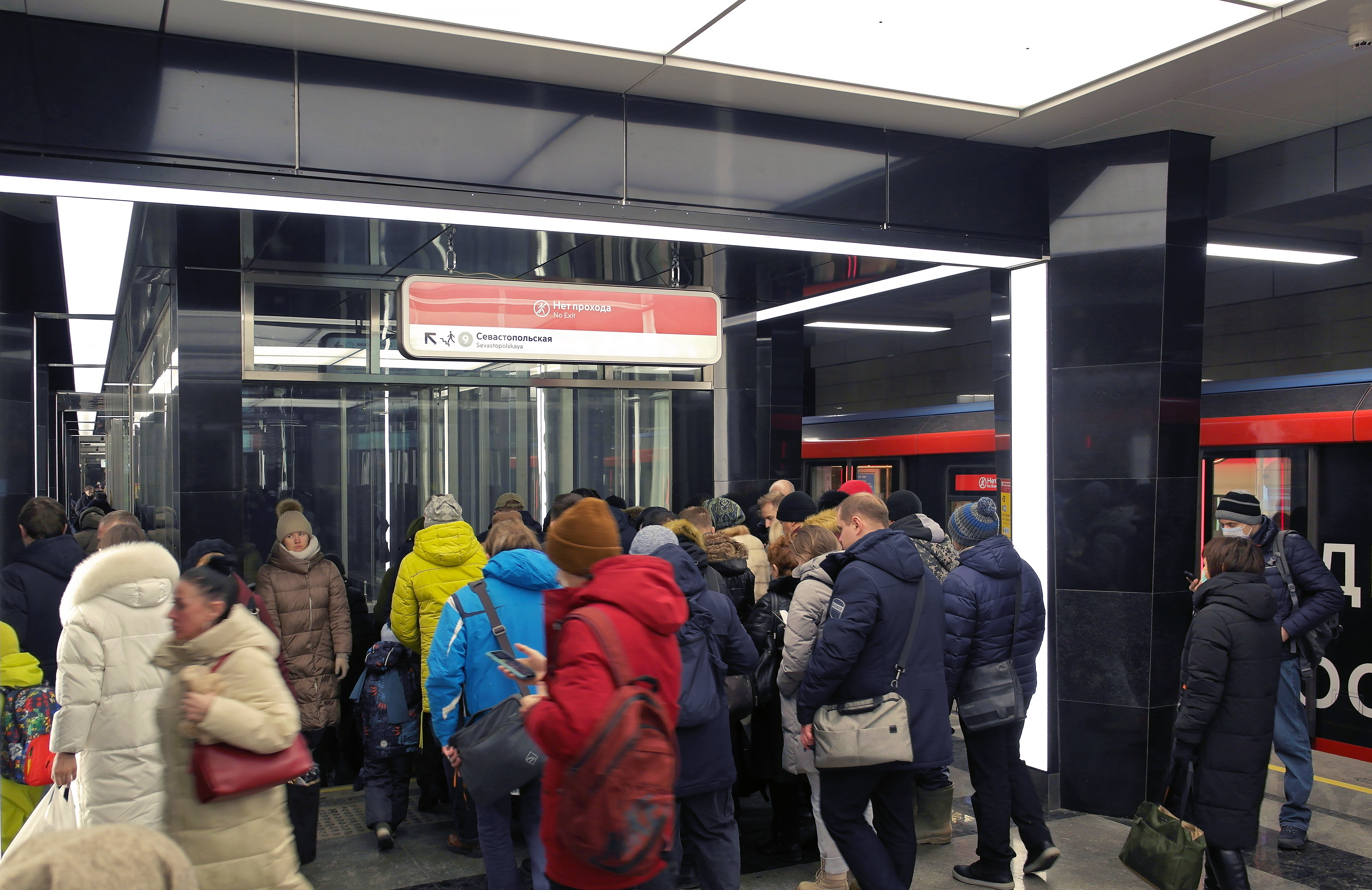
Пересадка на «Севастопольскую»
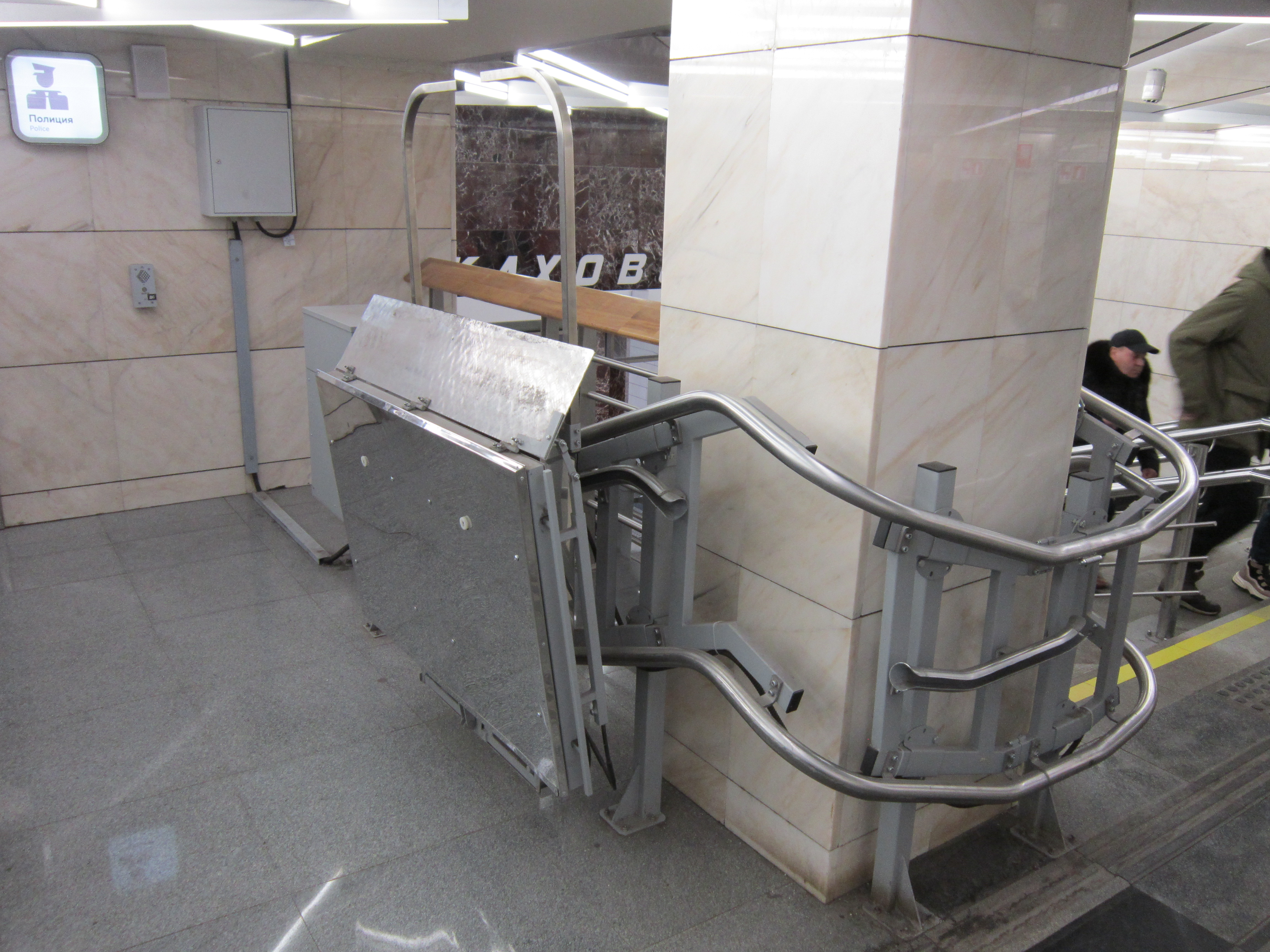
Аппарель для маломобильных пассажиров в вестибюле
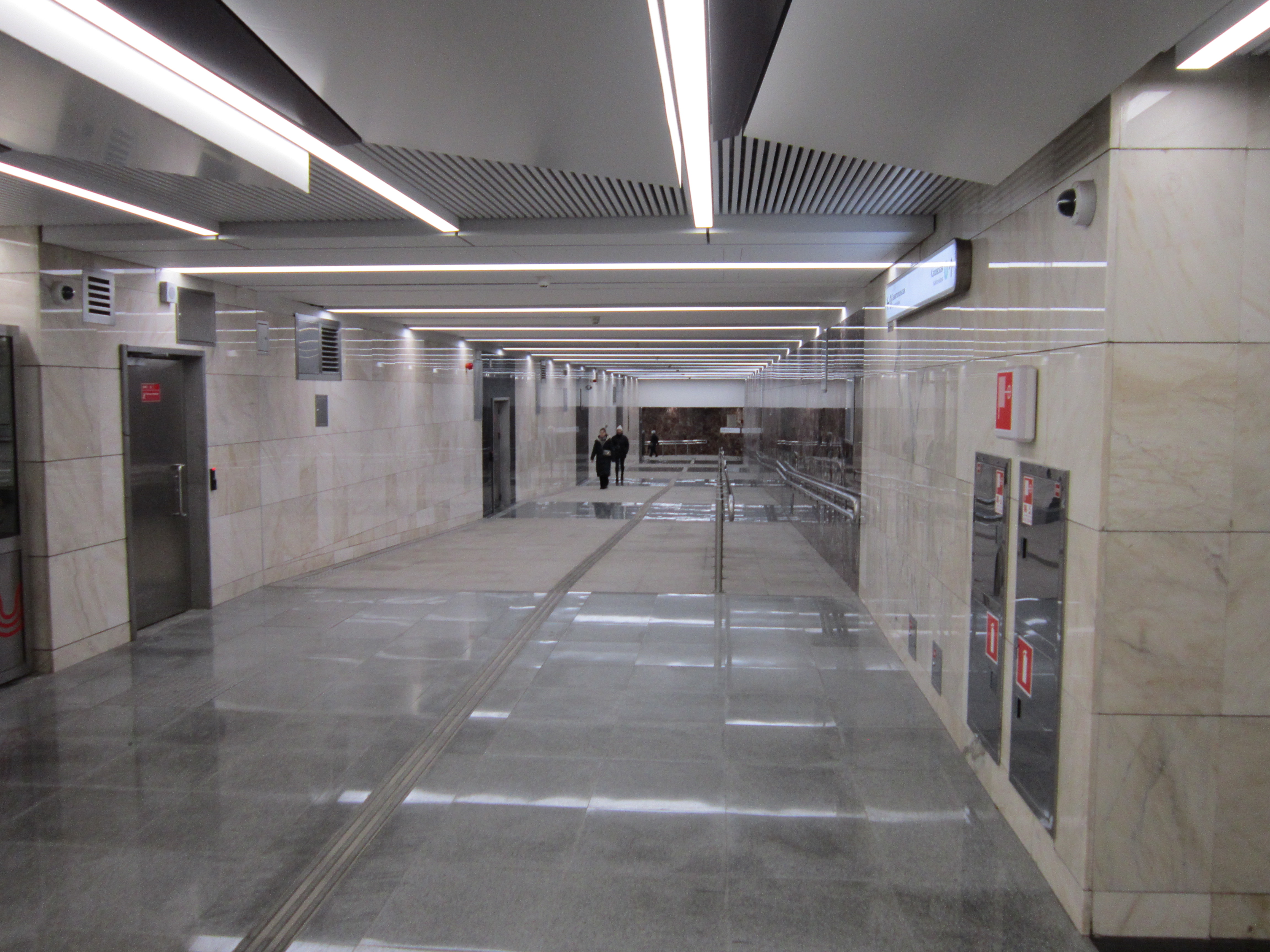
Вид на дополнительный пересадочный тоннель

## Наземный общественный транспорт
На этой станции можно пересесть на следующие маршруты городского пассажирского транспорта:
- Автобусы: 67, 224, 273, с918, 922, 926, 968, с977, 993, т60, т72, н8
- Трамваи: 1, 3, 16